# Charles Pinot Duclos
Charles Pinot Duclos (ur. 12 lutego 1704 w Dinan, zm. 26 marca 1772 w Paryżu) – francuski historyk i pisarz, członek Akademii Francuskiej.

## Dzieła
- Histoire de la baronne de Luz, anecdote du règne de Henri IV, 1741
- Confessions du comte de ***, 1742
- Les Caractères de la Folie, ballet en 3 actes, 1743
- Acajou et Zirphile, 1744
- Histoire de Louis XI, 1745
- Considérations sur les mœurs de ce siècle, 1751
- Mémoires pour servir à l’histoire des mœurs du XVIII siècle, 1751
- Considérations sur l’Italie, 1791
- Mémoires secrets sur le règne de Louis XIV, la régence et le règne de Louis XV, 1791
- Remarques sur la Grammaire de Port-Royal